# Saadet Ozkan
Saadet Ozkan, née en 1978 à İzmir, est une professeur d'école primaire Turque et une militante pour la défense des enfants maltraités. Employée dans une école de village, elle découvre des abus sexuels commis sur des mineurs, par son supérieur. Ces faits durent depuis des années. Elle fait ouvrir une enquête et fait face à des pressions pour que les poursuites soient abandonnées.
Le 29 mars 2017, elle reçoit de la première dame des États-Unis Melania Trump et du sous-secrétaire d’État aux affaires politiques Thomas A. Shannon, le prix international de la femme de courage